# Las Flores, Aldama
Las Flores är en ort i Mexiko.   Den ligger i kommunen Aldama och delstaten Tamaulipas, i den östra delen av landet, 400 km norr om huvudstaden Mexico City. Las Flores ligger 6 meter över havet och antalet invånare är 234.
Terrängen runt Las Flores är platt. Havet är nära Las Flores åt sydost.  Närmaste större samhälle är Morón, 1,1 km nordost om Las Flores. 